# Miasta w Nowej Zelandii
Według danych oficjalnych pochodzących z 2012 roku Nowa Zelandia posiadała ponad 100 miast o ludności przekraczającej 2,5 tys. mieszkańców. Stolica kraju Wellington znajduje się na 6 miejscu spośród największych miast, 10 miast liczyło ponad 100 tys. mieszkańców; 8 miast z ludnością 50÷100 tys.; 8 miast z ludnością 25÷50 tys. oraz reszta miast poniżej 25 tys. mieszkańców.

## Największe miasta w Nowej Zelandii
Największe miasta w Nowej Zelandii według liczebności mieszkańców (stan na 30.06.2012):
| L.p. | Miasto       | Region           | Liczba ludności |
| ---- | ------------ | ---------------- | --------------- |
| 1.   | Auckland     | Auckland         | 1 454 300       |
| 2.   | Manukau      | Auckland         | 438 400         |
| 3.   | Christchurch | Canterbury       | 375 900         |
| 4.   | North Shore  | Auckland         | 285 100         |
| 5.   | Waitakere    | Auckland         | 221 400         |
| 6.   | Wellington   | Wellington       | 201 300         |
| 7.   | Hamilton     | Waikato          | 176 900         |
| 8.   | Tauranga     | Zatoka Obfitości | 121 900         |
| 9.   | Dunedin      | Otago            | 118 400         |
| 10.  | Lower Hutt   | Wellington       | 102 100         |

## Alfabetyczna lista miast w Nowej Zelandii
Spis miast Nowej Zelandii powyżej 2,5 tys. mieszkańców według danych szacunkowych z 2012 roku:
- Alexandra
- Ashburton

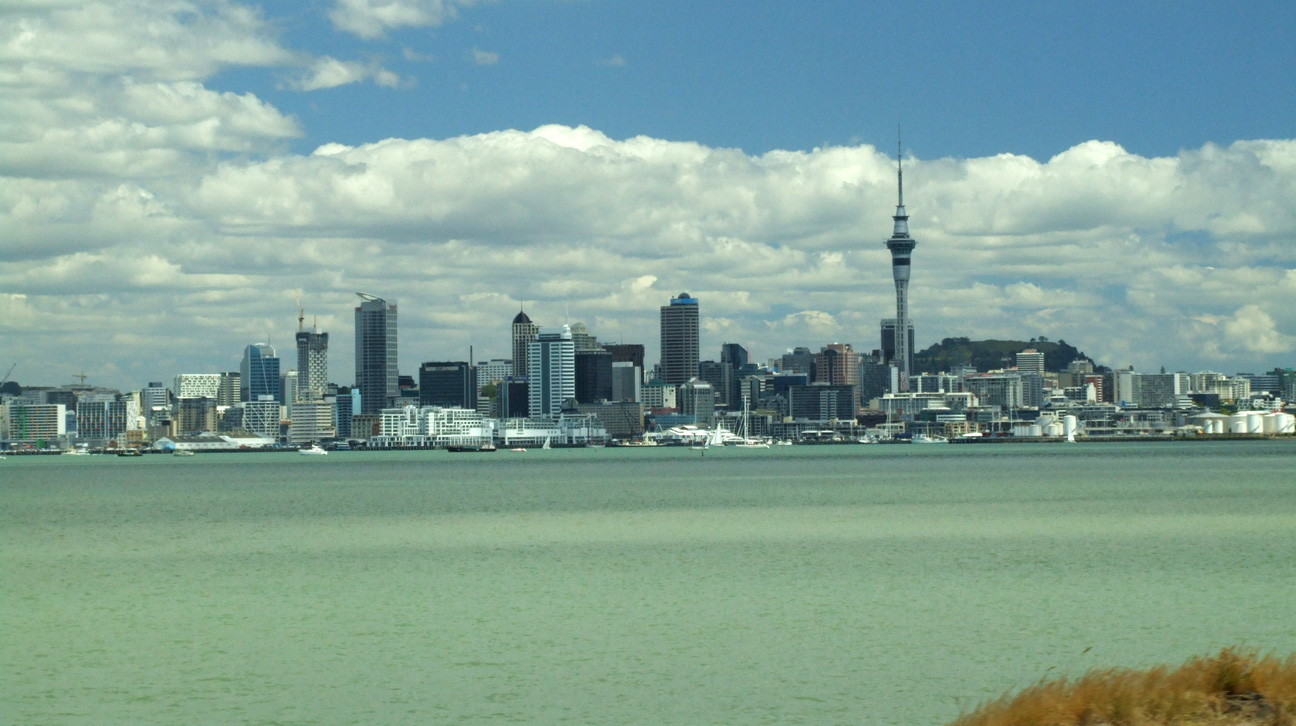
Auckland

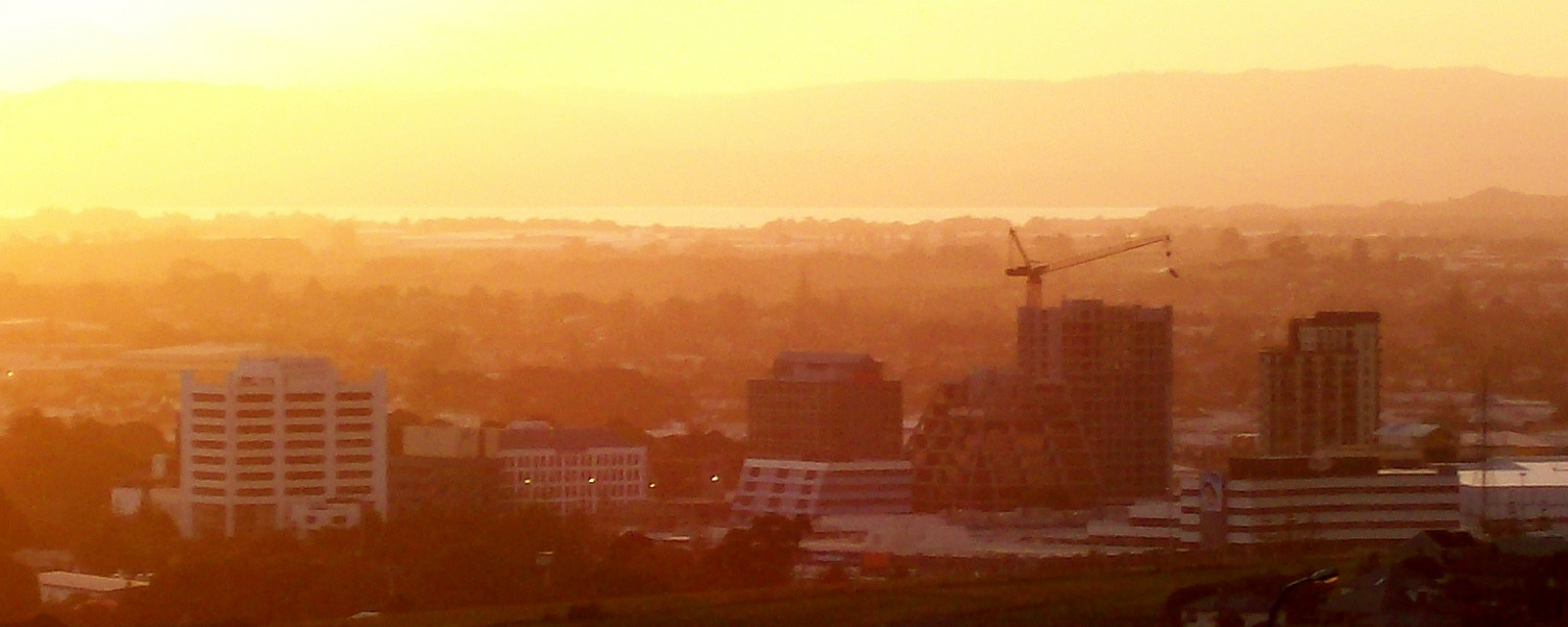
Manukau

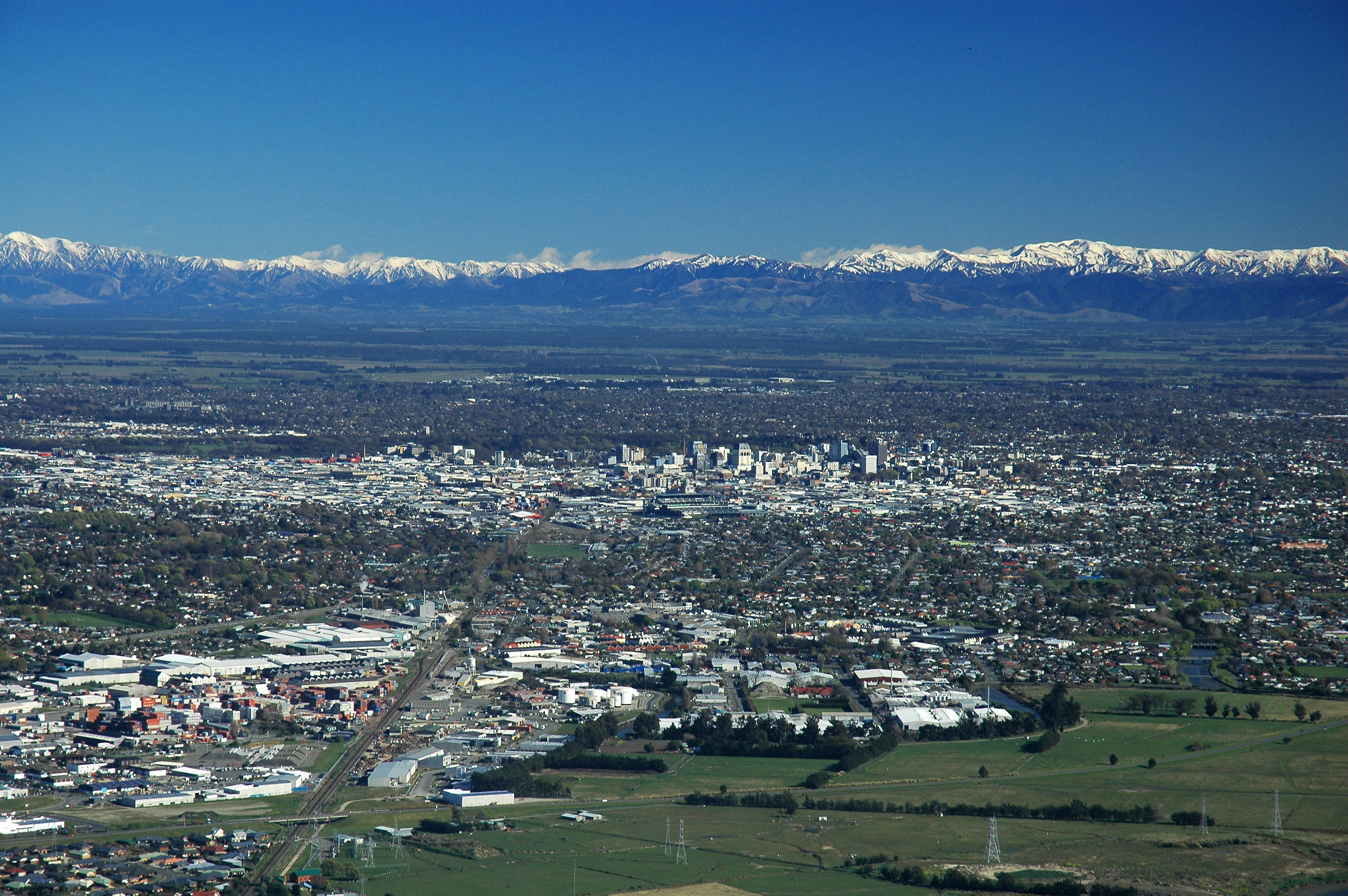
Christchurch

- Auckland (Central Auckland Urban Zone)
- Balclutha
- Blenheim
- Cambridge
- Carterton
- Christchurch
- Cromwell
- Dannevirke
- Dargaville
- Dunedin
- Feilding
- Foxton
- Gisborne
- Gore
- Greymouth
- Hamilton
- Hastings
- Hawera
- Helensville
- Hokitika
- Huntly
- Inglewood
- Invercargill
- Kaikohe
- Kaitaia
- Kapiti
- Katikati
- Kawerau
- Kerikeri
- Levin
- Lincoln
- Lower Hutt
- Manukau
- Marton
- Masterton
- Matamata
- Morrinsville
- Motueka
- Napier
- Nelson
- New Plymouth
- North Shore City
- Oamaru
- Opotiki
- Otaki
- Ōtorohanga
- Paeroa
- Pahiatua
- Palmerston North
- Picton
- Porirua
- Pukekohe
- Putāruru
- Queenstown
- Raglan
- Rangiora
- Rolleston
- Rotorua
- Snells Beach
- Stratford
- Taumarunui
- Taupō
- Tauranga
- Te Aroha
- Te Awamutu
- Te Kūiti
- Te Puke
- Temuka
- Thames
- Timaru
- Tokoroa
- Tūrangi
- Upper Hutt
- Waiheke Island (Onetangi)
- Waihi
- Waimate
- Waipukurau
- Wairoa
- Waitakere (Western Auckland Urban Zone)
- Waitara
- Waiuku
- Wanaka
- Wanganui
- Warkworth
- Wellington
- Westport
- Whakatane
- Whangamatā
- Whangarei
- Whitianga
- Woodend